# Aku no hana
Az Aku no hana (悪の華, ’A gonosz virágai’) a Buck-Tick japán rockegyüttes ötödik nagylemeze, mely 1990-ben jelent meg. A lemez címét Charles Baudelaire A Romlás virágai című kötete ihlette. Az album első helyen végzett az Oricon albumlistáján és az együttes legtöbbet eladott albuma mindmáig. Megjelenése havában aranylemez lett, majd az első évben összesen 435 080 példány fogyott belőle. Ezzel a lemezzel az együttes tovább kísérletezett a sötét, gótikus irányvonallal, melyet a Taboo-ban kezdtek el felfedezni, és mely később védjegyükké vált.
A lemezt 2002-ben digitálisan újramaszterelték, majd 2007-ben ismét újramaszterelték. 2014-ben egy teljesen felújított változatot is piacra dobott a Victor Entertainment, valamint kiadott egy díszdobozos gyűjtői változatot Aku no hana -CompleteWorks- (悪の華 -CompleteWorks-) címmel, mely csak korlátozott példányszámban volt kapható és a régi videóklipek teljesen felújított változatát is tartalmazta DVD-n és BluRayen.

## Dallista
Az összes dalszöveg szerzője Szakurai Acusi, kivéve, ahol külön jelölve van; az összes szám szerzője Imai Hiszasi, kivéve, ahol külön jelölve van.
| 1.    | National Media Boys         | Imai Hiszasi    |                 | 4:26 |
| 2.    | Maborosi no mijako (幻の都) |                 |                 | 3:59 |
| 3.    | Love Me                     |                 |                 | 3:15 |
| 4.    | Pleasure Land               | Hosino Hidehiko | Hosino Hidehiko | 5:00 |
| 5.    | Misty Blue                  |                 |                 | 4:23 |
| 6.    | Dizzy Moon                  | Yagami Toll     | Hosino Hidehiko | 3:25 |
| 7.    | Sabbat                      |                 | Hosino Hidehiko | 5:08 |
| 8.    | The World Is Yours          |                 |                 | 4:52 |
| 9.    | Aku no hana (悪の華)        |                 |                 | 4:18 |
| 10.   | Kiss Me Good-Bye            |                 |                 | 6:17 |
| 45:09 |                             |                 |                 |      |

| 11. | Aku no hana (kislemez-verzió) |                | 4:10 |
| 12. | Under the Moonlight           | Higucsi Jutaka | 3:41 |